# Genene Jones
Genene Anne Jones (Texas, 13 luglio 1950) è una serial killer statunitense.
È responsabile della morte di fino a 60 neonati e bambini affidati alle sue cure, in qualità di infermiera professionale con licenza (LVN, licensed vocational nurse), avvenute negli anni '70 e '80. Nel 1984, Jones è stata condannata per omicidio e lesioni a un bambino. Aveva usato iniezioni di digossina, eparina e successivamente succinilcolina per indurre crisi mediche nei suoi pazienti, causando numerosi decessi. Il numero esatto delle vittime rimane sconosciuto; alcuni registri delle sue attività sono andati persi o distrutti, ed è stata avviata un'indagine per determinare se ciò sia stato un atto volontario volto a prevenire ulteriori contenziosi dopo la prima condanna della Jones. Si ricordi che negli Stati Uniti la sanità è privatizzata; la società che aveva assunto Jones avrebbe potuto temere ripercussioni su di sé nel caso in cui fosse stata giudicata corresponsabile, ad esempio per negligenza.

## Origini
Genene Jones fu adottata dai proprietari di un night club. Jones lavorò come estetista prima di frequentare la scuola per infermiere alla fine degli anni '70.
Sposò il suo fidanzato della scuola superiore nel 1968, ebbero un figlio, poi divorziarono nel 1974; tre anni dopo si riconciliarono ed ebbero un altro figlio nel 1977. Poco prima del suo atto d'accusa, sposò un assistente infermieristico di 19 anni, che però chiese il divorzio poco tempo dopo.

## Omicidi
Mentre lavorava come infermiera presso il Bexar County Hospital (ora University Hospital of San Antonio) nell'unità di terapia intensiva pediatrica, un numero statisticamente improbabile di bambini è morto sotto la sua cura. Poiché l'ospedale temeva di essere citato in giudizio, ha semplicemente chiesto a tutti i suoi LVN di dimettersi, lasciando alla terapia intensiva pediatrica esclusivamente il personale di infermieri registrati (RN, registered nurses). Nessuna ulteriore indagine è stata portata avanti dall'ospedale.
Jones se ne andò e trovò impiego presso la clinica di un pediatra a Kerrville (Texas), a circa 60 miglia a nord-ovest di San Antonio. È qui che in seguito venne accusata dell'avvelenamento di sei bambini. Il medico trovò fori in una bottiglia di succinilcolina (Suxametonio cloruro) nel deposito dei farmaci, a cui solo lei stessa e la Jones avevano accesso. Successivamente si scoprì che il contenuto della bottiglia apparentemente piena era diluito. La succinilcolina è un potente paralitico ad azione rapida che causa una paralisi temporanea di tutti i muscoli scheletrici, compresi quelli che controllano la respirazione; il farmaco viene utilizzato nell'anestesia generale. Nei bambini piccoli, l'arresto cardiaco è conseguenza finale dell'ipossia.
La Jones affermò che stava cercando di incentivare la creazione di un'unità di terapia intensiva pediatrica a Kerrville.

## Accusa
Nel 1985 è stata condannata a 99 anni di carcere per aver ucciso con la succinilcolina Chelsea McClellan, di 15 mesi. Nello stesso anno, è stata condannata a una pena simultanea di 60 anni di prigione per aver quasi ucciso Rolando Santos con l'eparina.
A partire da maggio 2016, Jones è stata incarcerata presso la Lane Murray Unit del Texas Department of Criminal Justice. Per effetto di una legge volta a prevenire il sovraffollamento carcerario, era stata nominata per il rilascio nel 2018, ossia al completamento di un terzo della pena prevista; per evitare questo, fu incriminata il 25 maggio 2017 per l'omicidio di Joshua Sawyer, di 11 mesi, compiuto nel 12 dicembre 1981. Nico LaHood, procuratore distrettuale della contea di Bexar, ha dichiarato che potrebbero essere presentate accuse aggiuntive per la morte di altri bambini. Nell'aprile 2018, un giudice di San Antonio ha rifiutato la richiesta di archiviare cinque nuove accuse di omicidio contro la Jones. Il 16 gennaio 2020 si è dichiarata colpevole dell'omicidio di Joshua Sawyer, come parte di un patteggiamento in cui sono state ritirate altre quattro accuse. È stata condannata all'ergastolo. Non potrà beneficiare della libertà condizionale fino a quando non avrà circa 87 anni.

## Nella cultura popolare
È stata interpretata da Susan Ruttan nel film televisivo Deadly Medicine (1991) e da Alicia Bartya nel film Mass Murder (2002). È stata anche protagonista di un documentario di Discovery Channel, Lethal Injection; del decimo episodio della quinta stagione di Forensic Files intitolato "Nursery Crimes"; del terzo episodio della prima stagione della docuserie britannica Nurses Who Kill (2016); così come la seconda stagione di "Dark Secrets", episodio quattro di Deadly Women; si dice anche che abbia ispirato il personaggio di Annie Wilkes nel romanzo Misery di Stephen King.